# (100567) 1997 GM36
(100567) 1997 GM36 es un asteroide perteneciente al cinturón de asteroides, descubierto el 6 de abril de 1997 por el equipo del Lincoln Near-Earth Asteroid Research desde el Laboratorio Lincoln, Socorro, Nuevo México, Estados Unidos.

## Designación y nombre
Designado provisionalmente como 1997 GM36.

## Características orbitales
1997 GM36 está situado a una distancia media del Sol de 2,426 ua, pudiendo alejarse hasta 2,809 ua y acercarse hasta 2,042 ua. Su excentricidad es 0,157 y la inclinación orbital 3,320 grados. Emplea 1380,22 días en completar una órbita alrededor del Sol.
El próximo acercamiento a la órbita terrestre se producirán el 9 de junio de 2136.

## Características físicas
La magnitud absoluta de 1997 GM36 es 16,5.